# سیارک ۸۸۳۹
سیارک ۸۸۳۹ (به انگلیسی: 8839 Novichkova، نامگذاری:1989UB8) هشت هزار و هشتصد و سی و نهمین سیارک کشف شده‌است که در ۲۴ اکتبر ۱۹۸۹ کشف شد.
قدر مطلق سیارک برابر ۱۲٫۷۰ است.